# Marianerglasögonfågel
Marianerglasögonfågel (Zosterops conspicillatus) är en fågel i familjen glasögonfåglar inom ordningen tättingar.

## Utseende och läte
Marianerglasögonfågeln är en liten tätting med olivgrön ovansida och beige- till persikofärgad undersida. Den har vidare en svart vingkant, ett tunt mörkt streck vid näbbroten, en tydlig vit ring kring ögat och en mörk och tunn näbb. Ett ljust ögonbrynsstreck syns ovan och framför ögat. Fåglar på Guam, numera utgångna, är mycket gråare på huvudet och mer guldgul undertill. Lätet består mestadels av ljusa tjirpande ljud.

## Utbredning och systematik
Marianerglasögonfågel förekommer i Marianerna och delas upp i två underarter med följande utbredning:
- Z. c. conspicillatus – Guam, utdöd.
- Z. c. saypani – Tinian, Aguijan och Saipan

Sedan 2016 urskiljer Birdlife International saypani som den egna arten "saypanglasögonfågel" (Z. saypani)

## Status
IUCN bedömer hotstatusen för underarterna (eller arterna) var för sig, saypani som nära hotad och nominatformen som utdöd.